# 2008 en Estonie
Cet article présente les faits marquants de l'année 2008 en Estonie.

## Évènements
- Samedi 3 mai 2008 : quelque quarante mille personnes se mobilisent pour le premier nettoyage citoyen du pays des ordures déversées dans la nature.

- Jeudi 11 décembre 2008 : le parlement adopte une loi autorisant le vote par téléphone à partir de 2011, six ans après le premier vote par internet. Pionnière mondiale du vote par internet, l'Estonie a décidé d'ouvrir à ses électeurs la possibilité de participer aux scrutins via leur téléphone portable. En vertu du projet, seuls les électeurs équipés de téléphones portables fournis avec des cartes SIM certifiées pourront participer à ce type de vote. Ces cartes permettront de vérifier l'identité de leur utilisateur avant que celui-ci n'accède au système confidentiel du système électoral[1].